# Altarejos
Altarejos – gmina w Hiszpanii, w prowincji Cuenca, w Kastylii-La Mancha, o powierzchni 91,32 km². W 2011 roku gmina liczyła 231 mieszkańców.